# ケネソー山の戦い
ケネソー山の戦い（ケネソーさんのたたかい、英: Battle of Kennesaw Mountain）は、南北戦争アトランタ方面作戦中の1864年6月27日、ジョージア州コブ郡で行われた戦闘である。北軍ウィリアム・シャーマン少将が南軍ジョセフ・ジョンストン将軍の指揮するテネシー軍に対して苛烈な正面攻撃を仕掛けた。
1864年にシャーマンがアトランタ市に対して行った方面作戦は、当初からジョンストン軍の側面に回り込む操作が続いており、その操作の度に南軍の強力に防御された陣地から撤退を強いることとなったが、両軍とも大きな被害を出すことは無かった。そのような操作で2ヶ月が過ぎ、110キロメートルを移動して来た後、シャーマン軍の行く手はケネソーにあるケネソー山（550m）という要塞化した高地で塞がれた。シャーマンはこれまでの戦術とは異なる大規模な正面攻撃を選んだ。ケネソー山の北端に対してジェイムズ・マクファーソン少将のテネシー軍が陽動行動を行い、一方、ジョン・A・ローガン少将の軍団がその南西隅にあるピジョンヒルを攻撃した。これと同時にジョージ・ヘンリー・トーマス少将のカンバーランド軍が南軍前線の中央にあるチーザムヒルに対して強力な攻撃を掛けた。この2つの攻撃とも多くの損失を出して撃退されたが、ジョン・マカリスター・スコフィールド少将のオハイオ軍が陽動行動を行って南軍の左翼を脅かすという戦略に成功した。南軍はケネソー山を捨てて、アトランタ市近郊に撤退し、ジョンストンはテネシー軍の指揮を外された。

## 背景
1864年3月、北軍ユリシーズ・グラントが中将に昇進し、北軍の総司令官に指名された。南軍に対して多方面から同時に攻勢を掛ける戦略を考案し、内陸の戦線で南軍の各軍が相互に補強し合うことが無くなるのを期待していた。その攻勢の中でも重要なものは、ジョージ・ミード少将のポトマック軍にグラント自身も同行し、ロバート・E・リー将軍の北バージニア軍に直接攻撃を掛けながら、アメリカ連合国の首都リッチモンドに迫って行くものだった。またそれと同じ重要度があったのが、ウィリアム・シャーマン少将のミシシッピ方面軍がテネシー州チャタヌーガからアトランタに進む作戦だった。ミシシッピ方面軍は以前にグラントが指揮していたものをシャーマンに引き継がせていた。
グラントもシャーマンも当初は南軍の主要な軍隊と交戦してそれを破壊するという目標を持っており、敵の重要な都市を占領することは二次的なものであり、支援的な役割と考えていた。これはエイブラハム・リンカーン大統領がこの戦争を通じて強調して来た戦略であったが、グラントがその戦略に積極的に協調した最初の将軍になった。しかし、その方面作戦が進行するに連れて、リッチモンド市やアトランタ市の政治的重要性が戦略の大きな部分を占めはじめた。1864年までにアトランタが重要な標的になっていた。この人口2万人の都市は4つの重要な鉄道が交差するところに造られており、鉄道は南軍に物資を供給する手段であり、またその沿線には武器の製造工場もあった。アトランタは「南部の入口都市」というニックネームがあり、それを占領することはディープサウス全体を事実上、手に入れる道を開くことを意味していた。グラントがシャーマンに与えた命令は「ジョンストンの軍隊に対して行動し、それを破壊し、できるだけ敵国の内部に入り込み、その戦争遂行のための資源に対してできる限りの損傷を与えること」とされていた。
シャーマン軍の戦力は約10万名であり、3つの軍があった。テネシー軍（当初はグラントが指揮し、後の1862年から1863年はシャーマンが指揮した）はジェイムズ・マクファーソン少将が指揮した。カンバーランド軍はジョージ・ヘンリー・トーマス少将が指揮していた。比較的小さなオハイオ軍は第23軍団のみで構成され、ジョン・マカリスター・スコフィールド少将が指揮した。南軍はテネシー軍であり、不人気だったブラクストン・ブラッグ将軍が1863年11月の第三次チャタヌーガの戦いで敗北を喫した後で、ジョセフ・ジョンストン将軍の指揮に代わっていた。総勢5万名の軍は、ウィリアム・J・ハーディ中将、ジョン・ベル・フッド中将、レオニダス・ポーク中将の指揮する歩兵軍団とジョセフ・ウィーラー少将の指揮する騎兵軍団で構成されていた。

## アトランタ方面作戦の開始

アトランタ方面作戦の概観図
南軍
北軍

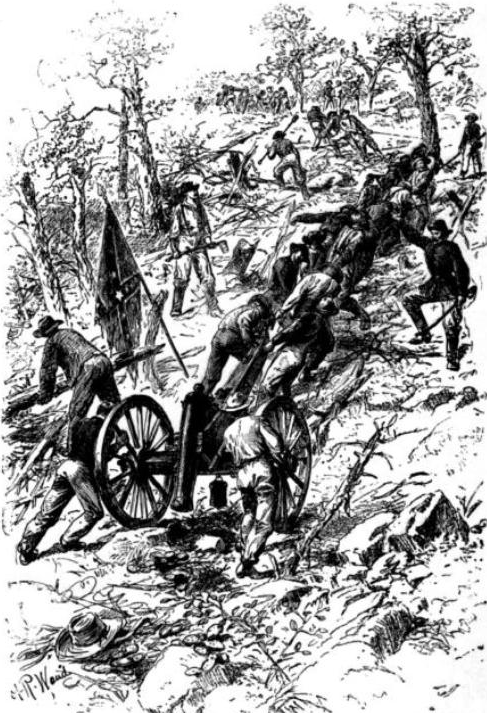
ケネソー山に大砲を持ち上げる南軍兵

シャーマンのアトランタ方面作戦は、その3軍がチャタヌーガ近郷を出発した1864年5月7日に始まった。ロッキーフェイスリッジと名付けられた長く高い山に沿ったジョンストンの陣地に対して示威攻撃を掛け、一方、マクファーソンのテネシー軍は密かにジョンストン軍の左翼を回り込んでレサカの町とジョンストン軍の供給線であるウェスタン・アンド・アトランティック鉄道の方向に進んだ。シャーマンにとって不幸だったのは、マクファーソン軍がレサカの郊外で塹壕に入った小さな南軍部隊と遭遇し、慎重にスネイククリークギャップまで引いたので、南軍を罠に掛ける機会を失ってしまったことだった。シャーマンがその全軍をレサカの方向に向けると、ジョンストンはそこで陣を張るために後退した。5月14日から15のレサカの戦いで全面的な対決が起きたが決着は付かず、シャーマンはウースタナラー川を渡って再度ジョンストン軍の側面に回った。ジョンストン軍が再度後退し、5月17日にはアデアーズビルで小競り合いがあり、5月18日から19日にはジョンストン軍のカスビル前線でより大きな戦闘があった。ジョンストンはシャーマン軍が多くのルートを近づいて来るのでその一部分を破ろうと作戦を立てたが、フッドが性格に似あわず慎重であり、包囲されるのを恐れ、命令されたとおり攻撃できなかった。ジョンストンはフッドとポークに促されて再度の後退を命令し、今度はエトワ川を渡った。
ジョンストン軍はカーターズビルの南にあるアラトゥーナ峠で防御的陣地を敷いたが、シャーマンは再度ジョンストン軍の左翼に回り、一時的に供給線である鉄道を放棄してダラスの町に進んだ。ジョンストンはその強固な防衛陣地からの移動を強いられ、開けた戦場でシャーマン軍と対することになった。5月25日のニューホープ教会の戦い、5月27日のピケッツミルの戦い、5月28日のダラスの戦いと激しい戦いが続いたが、決着は付かなかった。6月1日までに激しい雨が道路を泥沼に変えており、シャーマンは補給のために鉄道のある所まで戻ることを強いられた。ジョンストンの新しい前線（ブラッシー山戦線と呼ばれた）は6月4日までにマリエッタの北西に構築され、ロスト山、パイン山、ブッシュ山に沿っていた。6月14日、雨が11日間降り続いた後、シャーマンは再度動き出す準備が出来ていた。自ら敵軍を偵察したときに、パイン山で南軍の士官集団を視認しており、配下の砲兵大隊の1つに砲撃を命じた。このとき、「戦う主教」とも呼ばれたレオニダス・ポーク中将が戦死し、ジョンストンはパイン山から部隊を撤退させ、ケネソー山からリトルケネソー山までアーチ状をした防衛線に新しい陣地を構築した。6月22日、フッドの軍団がリトルケネソー山の南にあるピーター・コルブの農園で攻撃を試みたが失敗した（コルブ農園の戦い）。ウィリアム・W・ローリング少将がポークの軍団を引き継いだ。
シャーマンは難しい位置にいた。アトランタの北15マイル (24 km) で立ち往生していた。道路を通れないためにジョンストン軍の側面に回り込むという戦略を続けられず、補給線である鉄道は高さ691フィート (211 m) のケネソー山にあるジョンストン軍陣地に見下ろされていた。ワシントンには「邦全体が1つの広大な砦であり、ジョンストンは少なくとも50マイル (80 km) の連結された塹壕に逆茂木と完成した砲台を備えている。我々は日々地歩を確保し、常に戦っている...今や我が前線は近距離にあり、かなりの量の大砲との戦いの絶え間がない。」と報告した。シャーマンはケネソー山のジョンストン軍陣地を攻撃することでこの手詰まりを打開することに決めた。6月24日に、27日午前8時から攻撃を始めるという命令を出した。

## 戦闘
シャーマンの作戦では、まずスコフィールドに右に展開させて、ジョンストンの前線を薄く弱くさせようとした。続いてマクファーソンが最左翼、マリエッタの北側郊外とケネソー山の北東端で、その騎兵隊と歩兵1個師団で陽動行動を行い、リトルケネソー山の北西端で主たる襲撃を行うこととした。一方、トーマスのカンバーランド軍は南軍の防御線の中央で攻撃を行い、スコフィールドは南軍の左翼で陽動行動を行い、「成功の見込みを得られれば」パウダースプリングス道路近くのどこかで攻撃を行うこととされていた。
6月27日午前8時、北軍の大砲200門以上が南軍の工作物に対して激しい砲撃を開始し、南軍の大砲もすぐに応じた。ジョセフ・S・フラートン中佐は、「ケネソー山が煙り、火が着き、エトナ山ほど大きな火山になった」と記した。北軍の歩兵部隊が間もなく動き始めると、南軍は直ぐに、幅8マイル (13 km) にわたる前進が協調した襲撃と言うよりも示威行動であると判断した。その襲撃の中でも最初のものは8時半頃に、モーガン・L・スミス准将の師団（テネシー軍に属するジョン・A・ローガン少将の第15軍団所属）の3個旅団が、リトルケネソー山南端とバーントヒッコリー道路に近いピジョンヒルと呼ばれる尾根にいたローリング軍団に向かって行った。この攻撃が成功してピジョンヒルを確保できれば、ローリング軍団をケネソー山で孤立させられるはずだった。3個旅団の全てが深い藪、急峻で岩の多い斜面、さらには地形に関する知識が無いままに接近するという不利な状況にあった。約5,500名の北軍兵が連隊の2列縦隊になって、約5,000名の南軍兵、しかも塹壕に入っている兵士に向かって行った。
スミス隊の攻撃の右手では、ジョセフ・J・ライトバーン准将の旅団が、膝まで浸かる湿地を通っての前進を強いられており、ピジョンヒル南端の南軍胸壁の少し前で、縦射にあって立ち往生した。この部隊は工作物前面の射撃壕を制圧できたが、南軍の本前線そのものは突破できなかった。その左翼では、チャールズ・C・ウォルカット大佐とジャイルズ・アレクサンダー・スミス准将の各旅団が険しい崖と散開した大きな岩で遮られた難しい地形を乗り越え、南軍フランシス・コックレル准将のミズーリ旅団に接近していた。その兵士達の幾らかは逆茂木の所まで取り付いていたが、多くはそこまで達せずに動けなくなり、樹木や岩の陰から発砲していた。ローガン将軍が進行具合を見るために馬で進むと、部隊兵の多くが「どうしようもない」状態になっていると判断し、ウォルカットとスミスに撤退して、前線を分ける谷の背後の塹壕に入らせるよう命じた。
約2マイル (3 km) 南では、トーマス軍が予定に遅れていたが、午前9時にハーディ軍団に対する主攻撃を始めた。カンバーランド軍のジョン・ニュートン准将（オリバー・O・ハワード少将の第4軍団所属）とジェファーソン・C・デイビス准将（ジョン・M・パーマー少将の第14軍団所属）の指揮する2個師団約9,000名が通常ある横に広がった戦闘隊形ではなく、縦隊で前進し、南軍ベンジャミン・F・チーザム少将とパトリック・クリバーン少将の師団に向かった。南軍は今日「チーザムヒル」と呼ばれる場所で塹壕に入っていた。ニュートン隊の左手にはジョージ・D・ワグナー准将の旅団が、深い下生えを衝いて攻撃したが逆茂木と激しい銃撃を突破できなかった。その右手では、チャールズ・G・ハーカー准将の旅団が南軍アルフレッド・ボーン准将のテネシー旅団に突撃したが撃退された。その2回目の突撃中に、ハーカーが致命傷を負った。

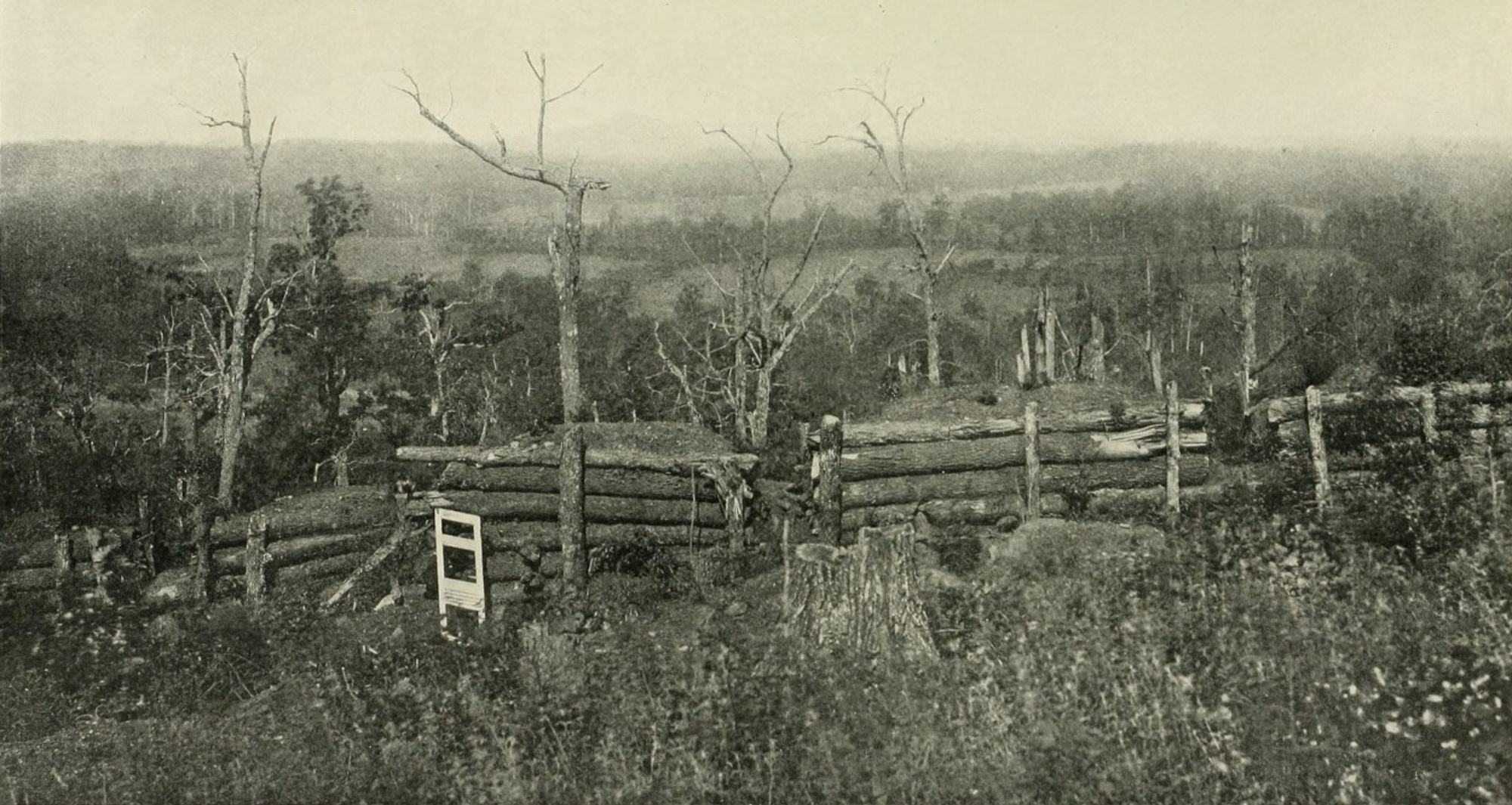
ケネソー山の南軍陣地

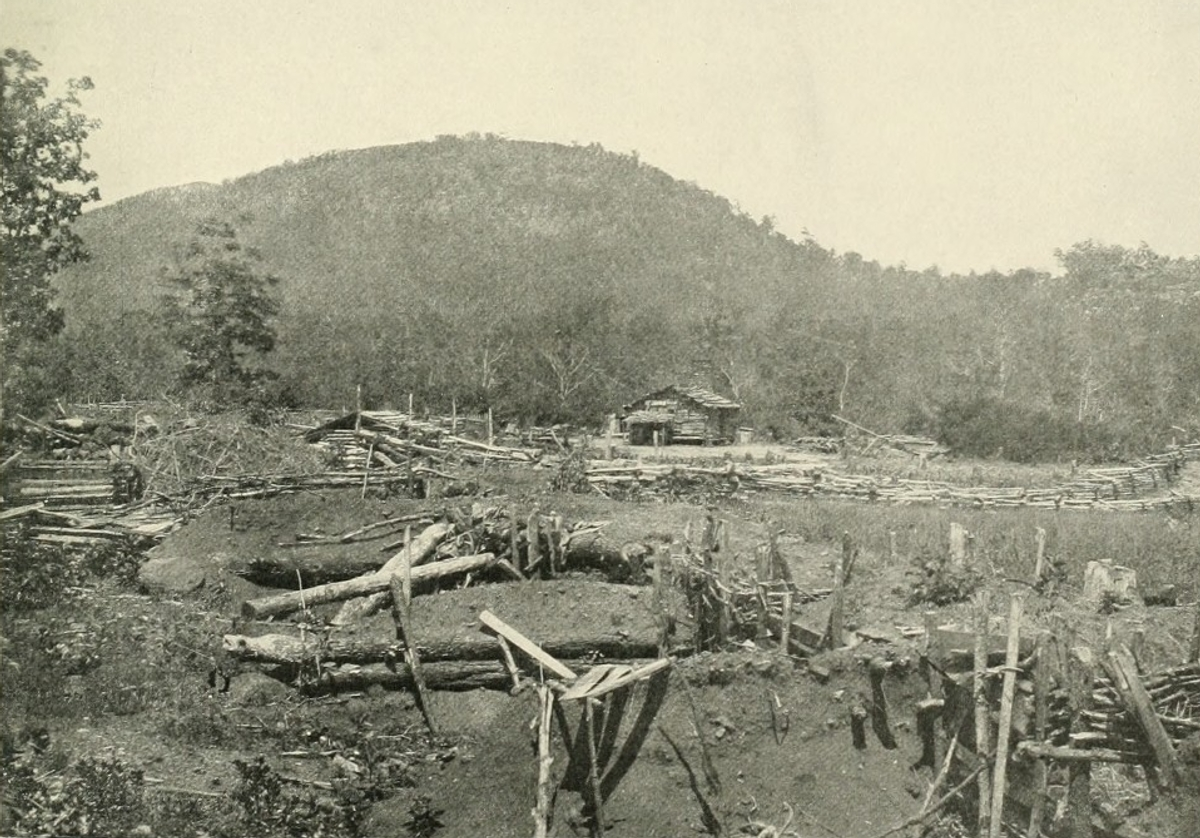
ケネソー山麓の北軍塹壕

ニュートン隊の右手にいたデイビスの師団も縦隊で前進していた。このような動きは狭い地点に対して力を集中することで素早い突破を行う機会を提供するが、敵の重砲に大きく集中される標的となる欠点もある。彼らが受けた命令は静かに前進し、工作物を占領し、その後に喝采して、予備師団に前進して鉄道を確保し南軍を2つに切断するという信号を与えることだった。ダニエル・マクック大佐の旅団が斜面を下りてクリークまで前進し、その後に小麦畑を横切り、チーザムヒルの斜面を登った。この部隊が南軍工作物から数ヤード手前まで到達すると、前線が停止し、蹲り、発砲を始めた。しかし南軍の反撃があまりに強力であり、マクックの旅団は2人の指揮官（マクックと後任になるはずだったオスカー・F・ハーモン大佐）、野戦士官のほとんど全員、兵士の3分の1を失った。マクックは南軍の胸壁でその剣を抜き、「降伏しろ、お前たち反逆者!」と叫んだ時に戦死した。マクック隊の右手にいたジョン・G・ミッチェル大佐の旅団も同様な損失を蒙った。恐ろしい白兵戦が起きた後、北軍兵は南軍の向かいにある塹壕に入り、戦闘は午前10時45分頃に止んだ。両軍ともにその場所を「デッドアングル（死角）」と名付けた。
デイビス師団の右手では、ジョセフ・フッカー少将の第20軍団に属するジョン・W・ギアリー少将の師団が前進していたが、デイビスの攻撃には加わらなかった。しかしそのかなり右手ではその日唯一の成功が起きた。スコフィールドの軍が南軍の左翼で示威行動を行うよう割り付けられており、2個旅団を抵抗されずにオリーズ・クリークを越えて送り出すことができていた。その動きは、スコフィールドの右手でジョージ・ストーンマン少将の騎兵師団が前進したことと共に、北軍をアトランタを守る最後の河だったチャタフーチー川から5マイル (8 km) まで近づけ、ジョンストン軍のどの部隊よりも近づいたことになった。

## 戦いの後
シャーマン軍は約3,000名の損失を出し、対するジョンストン軍は約1,000名だった。シャーマンは当初これら損失でも挫けず、トーマスに2度襲撃を再開するよう求めた。「我が軍の損失は小さい。東部の戦闘に比べればだ」と言っていた。しかし「チカマウガの岩」とあだ名されたトーマスは、「このような襲撃をあと1回あるいは2回やれば、この軍隊を使い果たしてしまう」と答えた。その数日後、シャーマンは妻に宛てて「私は数千名の兵士の死と遺体を小さなこと、ある種の朝のダッシュとして見なし始めている」と悲しげに書き送った。
この戦争で、ケネソー山の戦いはシャーマンにとって最初の正面攻撃ではなかったが、これが最後のものになった。シャーマンはアトランタ方面作戦における一連の回り込み操作を上記のような兵站上の理由にあると解釈したが、その後に採用した戦術についてジョンストンに推測を続けさせるという意味合いもあった。その戦闘に関する報告書では、「敵と我が軍の士官達が、私が防御を施された前線を襲撃させることはないと確信するところに落ち着いたと私は認識した。私に見えるのは側面攻撃が全てである。効率的であろうとする軍隊は攻撃も1つの形に落ち着くことはないが、成功を約束する作戦を実行できるように備えねばならない。それ故に、士気を挙げる意味でも、胸壁の背後にいる敵に対して襲撃を成功させたいのであり、成功が勝利の最大の成果を与えるのであれば、あの時点でやってみようと判断した」と記していた。
ケネソー山は通常北軍の戦術的に重大な敗北と見なされるが、歴史家のリチャード・M・マクマリーは、「戦術的にジョンストンはローリングとハーディの前線で小さな防御の勝利を得た。しかし、スコフィールドの成功によってシャーマン軍に大きな利点を与え、シャーマンは直ぐにそれに取り入ることを判断した」と記した。両軍は互いに至近距離で見合ったまま5日間を過ごしたが、7月2日になると夏の良好な天候が近づき、シャーマンはテネシー軍とストーンマンの騎兵隊を南軍の左翼に送ったので、ジョンストン軍はケネソー山からスマーナの用意された陣地に後退することを強いられた。
7月8日、シャーマンは再度ジョンストン軍を回り込んだが、この時は初めて右手に回り込んだ。スコーフィールドの軍にソープ・クリーク河口近くでチャタフーチー川を越えさせた。アトランタに入るためには最後の大きな地形的障害が克服された。アメリカ連合国大統領ジェファーソン・デイヴィスは、アトランタ市に差し迫った危険に警鐘を受け、南軍が撤退を続ける戦略に不満を持っており、7月17日付でジョンストンを指揮官から解任し、後任にはジョン・ベル・フッドを据えた。フッドは暫定的に大将に昇進した。フッドは7月20日のピーチツリークリークの戦い、同22日のアトランタの戦い、同28日のエズラ教会の戦いで、シャーマン軍に対する攻撃を行ったが、その全てで大きな損失を出し、しかも戦術的に得るものがなかった。シャーマンはアトランタ市を8月一杯包囲したが、ほぼその全軍を南に回して、市が最後まで繋がっていた鉄道を遮断させた。8月31日と9月1日のジョーンズバラの戦いで、フッドは再度その鉄道を救うために攻撃したが成功せず、アトランタを明け渡すしかなくなった。シャーマン軍は9月2日にアトランタ市内に入り、リンカーン大統領に宛てて、「アトランタは我々のものです。かなりの勝利です」と電報を打った。この成果がリンカーンを11月の選挙で大統領に再選させる重要な要素の1つになったと言われている。

## 今日の戦場跡
ケネソー山の戦い戦場跡は現在ケネソー山国立戦場跡公園の一部となり、南軍が山の頂部に築いた塹壕と、北軍の射撃壕の幾らかが現在も見られる。

## 大衆文化の中で
メジャーリーグベースボールの初代コミッショナー、ケネソー・マウンテン・ランディス判事はケネソー山にちなんで名付けられていたが、綴りは違っていた、医者であるその父が北軍で戦い、この戦闘で足をほとんど無くしたとされている。

## 関連図書
- Hess, Earl J. Kennesaw Mountain: Sherman, Johnston, and the Atlanta Campaign. Chapel Hill: University of North Carolina Press, 2013. ISBN 978-1-4696-0211-0.
- Vermilya, Daniel J. The Battle of Kennesaw Mountain. Charleston, SC: The History Press, 2014. ISBN 978-1-62619-388-8.